# Ꞓ
バー付きC（大文字: Ꞓ、小文字: ꞓ）は、ラテンアルファベットのCに横棒を追加した文字である。

## 使用法
1932年に承認された統一北方アルファベットの最終版では、サーミ語、セリクプ語、ハンティ語、エヴェンキ語、ナナイ語、ウデヘ語、チュクチ語、コリャーク語、ニヴフ語の表記のために用いられ、t͡ʃという音を表した。また、シュグニー語のラテン文字表記において、この文字がt͡sという音の表現のための用いられた。
アメリカ合衆国の連邦地理データ委員会では、この文字をカンブリア紀の意味で用いている。
発音表記、この文字が無声硬口蓋摩擦音([ç])の表現に用いられることがある。1963年にウィリアム・A・スモーリーは無声後部歯茎摩擦音([ɻ̊˔])に対する記号としてこの文字の使用を提唱した。
ノア・ウェブスターやウィリアム・ホームズ・マクガフィーなどの19世紀のアメリカの英語辞書編纂者は、⟨c⟩の発音が/k/であることを示すのにこの文字を使用した。

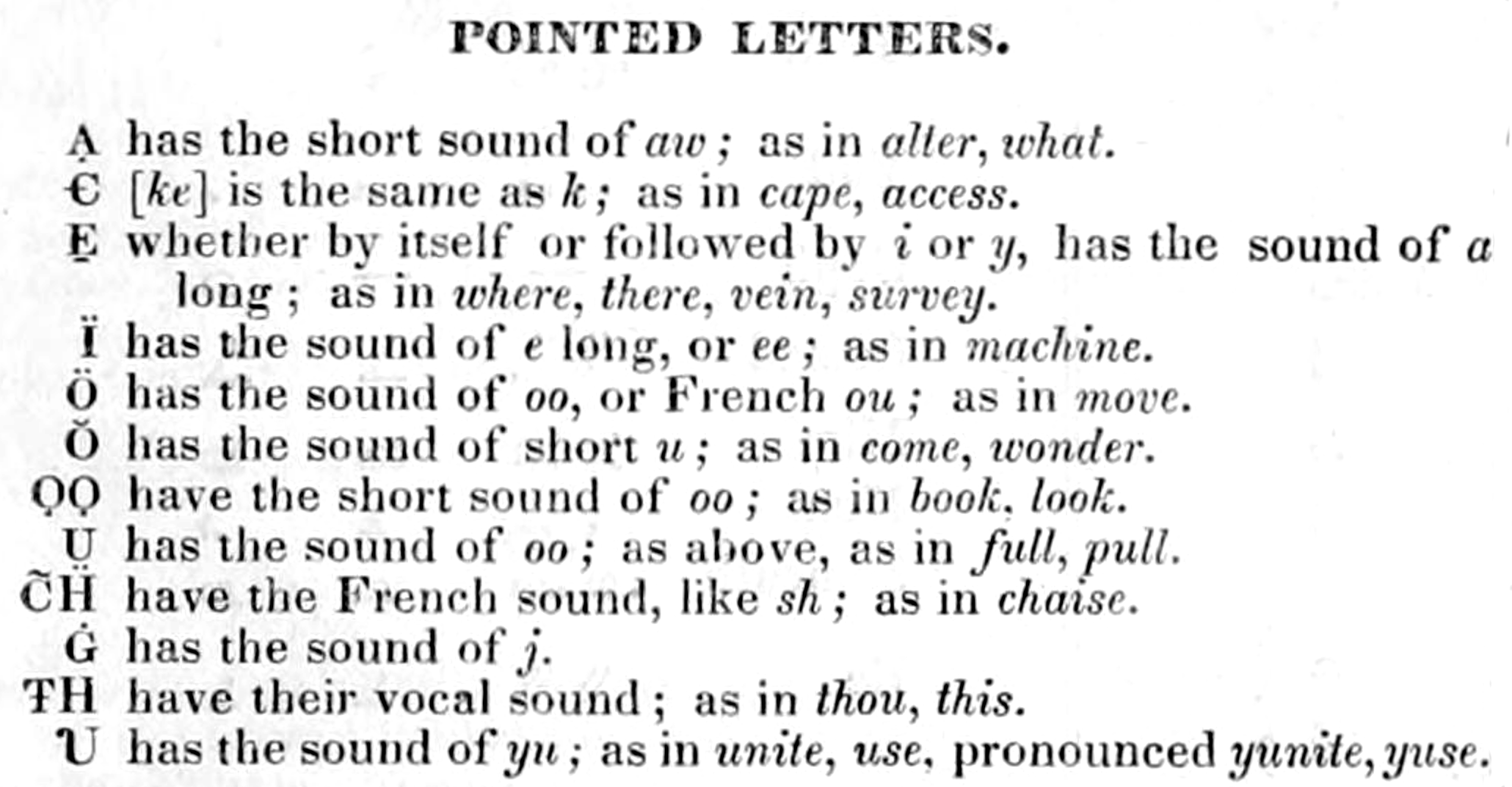
ノア・ウェブスターによる1828年の"American dictionary of the English language"（アメリカ英語辞典）の一部。"c"を"k"と発音することを示すのに"Ꞓ"が用いられている。

## 符号位置
| 文字         | Ꞓ                               | Ꞓ                               | ꞓ                             | ꞓ                             |
| ------------ | ------------------------------- | ------------------------------- | ----------------------------- | ----------------------------- |
| Unicode名    | LATIN CAPITAL LETTER C WITH BAR | LATIN CAPITAL LETTER C WITH BAR | LATIN SMALL LETTER C WITH BAR | LATIN SMALL LETTER C WITH BAR |
| エンコード   | 十進法                          | 十六進法                        | 十進法                        | 十六進法                      |
| Unicode      | 42898                           | U+A792                          | 42899                         | U+A793                        |
| UTF-8        | 234 158 146                     | EA 9E 92                        | 234 158 147                   | EA 9E 93                      |
| 数字文字参照 | &#42898;                        | &#xA792;                        | &#42899;                      | &#xA793;                      |